# Amaracarpus
Amaracarpus Blume  é um género botânico pertencente à família Rubiaceae.

## Sinonímia
- Dolianthus, Melachone, Neoschimpera

## Espécies
- Amaracarpus acuminatus
- Amaracarpus anomalus
- Amaracarpus apoensis
- Amaracarpus archboldianus
- Lista incompleta